# Sennertia cerambycina
Sennertia cerambycina es una especie de ácaro del género Sennertia, familia Chaetodactylidae. Fue descrita científicamente por Scopoli en 1763.
Habita en Eslovenia, Grecia, Francia, Italia, España, Alemania, Países Bajos, Irán, China y gran parte de Europa meridional, central y oriental, hasta Asia occidental y central, el Tíbet, el desierto Gashun en China y el norte de Irán.